# 圣卡特琳-德菲耶尔布瓦
圣卡特琳-德菲耶尔布瓦（法語：Sainte-Catherine-de-Fierbois，法語發音：[sɛ̃t katʁin də fjɛʁbwa]）是法国安德尔-卢瓦尔省的一个市镇，位于该省南部，属于希农区。

## 地理
圣卡特琳-德菲耶尔布瓦（47°9'27"N, 0°39'13"E）面积15.49 平方千米，位于法国中央-卢瓦尔河谷大区安德尔-卢瓦尔省，该省份为法国中西部省份，北起萨尔特省、东北接卢瓦-谢尔省，东南接安德尔省，南至维埃纳省，西临曼恩-卢瓦尔省。
与圣卡特琳-德菲耶尔布瓦接壤的市镇（或旧市镇、城区）包括：卢昂、勒卢鲁、圣布朗、圣埃潘、图赖讷地区圣莫尔、索里尼、维勒佩尔迪。

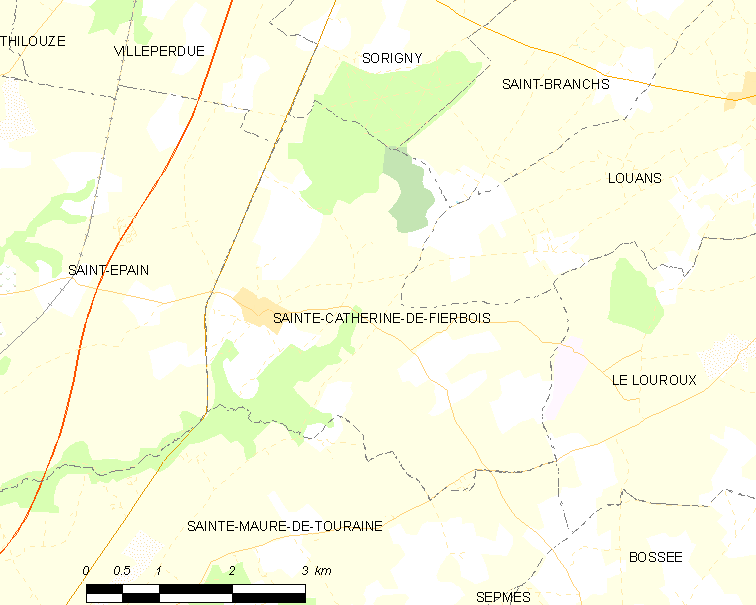
圣卡特琳-德菲耶尔布瓦的OSM定位图

圣卡特琳-德菲耶尔布瓦的时区为UTC+01:00、UTC+02:00（夏令时）。

## 行政
圣卡特琳-德菲耶尔布瓦的邮政编码为37800，INSEE市镇编码为37212。

## 政治
圣卡特琳-德菲耶尔布瓦所属的省级选区为图赖讷地区圣莫尔县。

## 人口

1962-2008年间圣卡特琳-德菲耶尔布瓦人口变化图示

圣卡特琳-德菲耶尔布瓦于2022年1月1日时的人口数量为760人。